# Бабич, Драгутин
Дра́гутин Ба́бич (хорв. Dragutin Babić; 5 ноября 1898, Загреб, Австро-Венгрия — 17 мая 1945) — югославский хорватский футболист, защитник. Участник Олимпийских игр 1924 и 1928 годов.

## Карьера

### Клубная
Выступал в составе загребского клуба «Граджянски», был капитаном команды, вместе с которой трижды становился чемпионом и один раз вице-чемпионом Югославии (Королевства СХС), участвовал в 1/4 финала розыгрыша Кубка Митропы 1928 года, где его команда по сумме двух встреч уступила чехословацкой «Виктории» с общим счётом 4:8 (3:2 дома и 1:6 на выезде). Затем играл за другой загребский клуб «Конкордия», в составе которого выступал вплоть до завершения карьеры игрока в 1931 году, став за это время, вместе с командой, один раз чемпионом и один раз вице-чемпионом страны. Помимо этого, с 1922 по 1926 год, выступал в составе сборной Загреба, за которую провёл 14 матчей.

### В сборной
В составе главной национальной сборной Королевства СХС дебютировал 28 октября 1921 года в проходившем в городе Прага товарищеском матче со сборной Чехословакии, в котором его команда потерпела поражение со счётом 1:6, а последний раз сыграл за сборную 19 апреля 1931 года в проходившем в Белграде матче розыгрыша Балканского Кубка против сборной Болгарии, в котором его команда одержала победу со счётом 1:0, а в итоге югославы заняли в розыгрыше Кубка 2-е место. Первый гол в составе сборной забил 28 октября 1923 года в проходившем в Загребе товарищеском матче со сборной Чехословакии, гол Драгутина стал 4-м и последним мячом команды в матче, который в итоге завершился вничью со счётом 4:4, а второй и последний гол забил 8 апреля 1928 года в проходившем в Загребе товарищеском матче со сборной Турции, в котором его команда одержала победу со счётом 2:1, кроме того, в этом матче дебютировал в сборной и его младший брат Никола, что вошло в историю как второй случай, когда в составе сборной Югославии (Королевства СХС) на поле одновременно играли два брата (первыми были братья Бранко и Душан Зиная в 1923 году). На Олимпиаде 1924 года сыграл в единственном матче, где его команда уступила будущим победителям этого розыгрыша сборной Уругвая со счётом 0:7, а на Олимпиаде 1928 года был в заявке сборной, однако, на поле не выходил. Всего провёл за главную сборную страны 10 матчей, в которых забил 2 мяча.

## После карьеры
Умер Драгутин Бабич в 1945 году.

## Достижения

### Командные

#### В сборной
- Серебряный призёр Балканского Кубка (1): 1929/31

#### Клубные
- Чемпион Королевства СХС/Югославии: (4): 1923, 1926, 1928 (все с «Граджянски»), 1930 («Конкордия»)
- Вице-чемпион Королевства СХС/Югославии (2): 1925 («Граджянски»), 1930/31 («Конкордия»)